# Masvingo
Masvingo – miasto w Zimbabwe, stolica prowincji o tej samej nazwie; 87 886 mieszkańców (2012). Przemysł spożywczy.

## Miasta partnerskie
- Kernen im Remstal
- Middlesbrough